# Misato (Miyagi)
Misato (jap. 美里町 Misato-machi) – miasto w Japonii, na wyspie Honsiu, w prefekturze Miyagi. Według danych na rok 2020 miejscowość zamieszkiwało 23 994 mieszkańców , a gęstość zaludnienia wyniosła 319,7 os./km².